# Mas Astarrós
Mas Astarrós, és un nucli del municipi de Castellbell i el Vilar, a la comarca catalana del Bages.
Als anys 1960-80, s'hi han construït principalment cases de segona residència de Barcelonins i Terrassencs, amb poc o gaire infraestructures bàsiques. És situada a la part sud-oriental del terme, al sud de la Bauma i vora la riera de Merà, al límit amb el terme de Vacarisses. Està limitada a l'oest per la carretera C-58, al nord per la carretera BV-1212 –que la separa de la urbanització del Prat– i a l'est per la urbanització adjacent del Gall Pigat, amb les quals ha acabat formant un continu anomenat la Vall de Montserrat.
En el cens del 2006 tenia 92 habitants. Es va construir a terrenys del mas Astarrós, un mas catalogat però molt transformat dels segles xviii-xx.